# أوزوالدو هينريكز
أوزوالدو هينريكز (بالإسبانية: Oswaldo Henríquez)‏ هو لاعب كرة قدم كولومبي في مركز الدفاع، ولد في 10 مارس 1989 في سانتا مارتا في كولومبيا. لعب مع سبورت ريسيفي ونادي ميلوناريوس.

## وصلات خارجية
- أوزوالدو هينريكز على موقع قاعدة بيانات كرة القدم.إي يو (الإنجليزية)
- أوزوالدو هينريكز على موقع Soccerway.com (الإنجليزية)
- أوزوالدو هينريكز على موقع AS.com (الإسبانية)